# Bonaria Manca
Bonaria Carmela Manca née à Orune, province de Nuoro en Sardaigne, le 10 juillet 1925 et morte à Tuscania le 17 octobre 2020 est une artiste peintre italienne d'art naïf.

## Biographie
Bonaria Carmela Manca est née à Orune dans la province de Nuoro en Sardaigne. Elle arrive à Tuscania en 1950 avec sa famille. Douzième des treize enfants d'une famille de bergers, elle avait suivi ses parents dans leurs activités. Le traitement de la laine et du tissu à la rivière, le pain fait maison, le soin du jardin, la conduite de la charrette avec les bœufs ou le troupeau sont son monde qui revient dans ses représentations.
Ses œuvres ont été exposées à Rome, Turin, Paris, Lyon, Genève, Thessalonique, Marseille et aux Pays-Bas. En 2000, elle est nommée ambassadrice de l'UNESCO. Au fil des ans, elle avait transformé sa maison de Tuscania en un petit musée, La Casa dei Simboli (« La maison des symboles  »). Sur les murs elle peint des scènes de la vie rurale, de la mer, des lavandières au fleuve, des animaux, des personnages religieux et des figures surréalistes.
Bonaria Manca est morte à Tuscania le 18 octobre 2020 à l'âge de 95 ans. 
Le critique d'art Vittorio Sgarbi écrit à son sujet « Bonaria est soutenue par une extraordinaire spontanéité multiforme qui la fait vivre dans le présent avec son propre monde enfantin ».
L'écrivain et cinéaste Jean-Marie Drot alors directeur de la Villa Médicis, l'Académie française de Rome a découvert l'artiste autodidacte à la fin des années 1980. Il dit è son sujet : « Ce que j'aime dans le travail de Bonaria, c'est que presque rien ne vient de la tête, mais que tout vient du cœur. Pour moi, c'est une peinture cosmique. [...] La maison de Bonaria, d'une certaine manière, est peut-être unique dans toute l'Italie. Avoir un tableau de Bonaria, c'est comme avoir un talisman, un porte-bonheur dans un monde de solitude, comme ouvrir une fenêtre sur le lendemain, un avenir plein de lumière »
En 2004, la réalisatrice Marie Famulicki passe une quinzaine de jours chez elle avec une petite équipe et réalise son portrait documentaire dans le film intitulé La sérénité sans carburant.